# Поштанарка
Поштана́рка — река в России, протекает по Вурнарскому и Канашскому районам Чувашской Республики. Левый приток реки Малый Цивиль.

## Название
Считается, что река берет свое название от горномар. паш, пошла – «вершина (рыболовная снасть из прутьев) и ар, нар – в данном значении – река».
Также есть версия, что название происходит от того же горномарийского слова поштанарка – «мертвая река».

## География
Река Поштанарка берёт начало в деревне Тузи-Сярмус, где на ней образован каскад прудов. Течёт на юго-восток по открытой местности через населённые пункты Троицкое, Вторые Хормалы, Малое Тугаево, Шихазаны. Устье реки находится в 83 км по левому берегу реки Малый Цивиль. Длина реки составляет 12 км, площадь водосборного бассейна — 35,6 км².

## Данные водного реестра
По данным государственного водного реестра России относится к Верхневолжскому бассейновому округу, водохозяйственный участок реки — Цивиль от истока и до устья, речной подбассейн реки — Волга от впадения Оки до Куйбышевского водохранилища (без бассейна Суры). Речной бассейн реки — (Верхняя) Волга до Куйбышевского водохранилища (без бассейна Оки).
Код объекта в государственном водном реестре — 08010400412112100000391.